# Río Gouyave
El Río Gouyave (en inglés: Gouyave River) es un río en la isla caribeña de Granada, específicamente en la parroquia de St Johns (o San Juan).
Al acercarse a la ciudad de Gouyave desde el sur, un puente metálico se extiende a ambos lados del río, por donde pasa la carretera de la costa al oeste del parque Windsor (Windsor Park) antes entrar en la ciudad .
El río Gouyave corre hacia el interior a través de la propiedad Dougaldston que pertenece a la familia Branch. Una pequeña pista corre hacia el interior por el lado sur del río desde el puente, más allá del cementerio Dougaldston, a la propia finca, que una vez fue una de las propiedades más importantes de la isla y el lugar de nacimiento de Sir Geoffrey de Freitas, expolítico británico.